# جيمس توماس الكسندر
جيمس توماس الكسندر (بالإنجليزية: James Thomas Alexander)‏ هو منظر عسكري ‏ أمريكي، ولد في 25 أغسطس 1888 في ويتشيتا في الولايات المتحدة، وتوفي في 16 يناير 1952 في سان دييغو في الولايات المتحدة.